# Luis Ortega Douglas
Luis Ortega Douglas (Aguascalientes, Aguascalientes; 25 de junio de 1911-Houston, Texas; 25 de agosto de 1980) fue un ingeniero civil y político mexicano. Se desempeñó como gobernador de Aguascalientes de 1956 a 1962 y como Presidente Municipal de Aguascalientes de 1948 a 1950

## Biografía
Nació el 25 de junio de 1911 en la ciudad de Aguascalientes, Aguascalientes, hijo José Guadalupe Ortega Romo de Vivar y Adela Douglas Valencia y hermano de Edmundo, Alfonso y Rafael. Su abuelo materno John Douglas procedente de Bury, Inglaterra llegó a establecerse en Aguascalientes. 
Estudió la educación primaria en el Colegio Alcalá y la secundaria en el Instituto Autónomo de Ciencias, el bachillerato en Colegio de San Ildefonso y sus estudios profesionales en el Colegio Nacional de Ingenieros de la UNAM. 

## Gobernador del Estado
Durante su administración como gobernador de Aguascalientes se fomentó la construcción de infraestructura urbana. Concluyó la Avenida Adolfo López Mateos, perfiló el primer Anillo de Circunvalación y la avenida Héroe de Nacozari, construcción del segundo Parián, electrificación de Calvillo, Tepezalá, San José de Gracia y Asientos además del servicio de agua potable mediante la perforación de pozos.